# Матвеенко, Леонид Иванович
Леони́д Ива́нович Матве́енко (1929—2019) — советский и российский учёный, специалист в области радиоастрономии, изобретатель и основоположник принципиально нового метода наблюдений — радиоинтерферометрии со сверхдлинной базой (РСДБ или VLBI), доктор физико-математических наук, профессор, лауреат Государственной премии СССР (1986), Заслуженный деятель науки (2001), отмечен благодарностью Президента Российской Федерации (2006).

## Биография
Родился 20 декабря 1929 года в селе Рассошинцы Чигиринского района. Отец, Иван Мартынович Матвеенко, был матросом Черноморского флота, радистом миноносца «Керчь». После затопления миноносца в 1918 года он был направлен на организацию колхозов на Украине. Во время Голодомора (1932—1933 годов) умерла его первая жена, родная мать Л. И. Матвеенко. Сведения о ней не сохранились. И. М. Матвеенко вернулся в Симферополь с ребёнком. Там он женился на Полине Ивановне Савенко (1900—1981), которая и стала матерью для мальчика. П. И. Савенко работала связистом, потом начальником смены на Центральном телеграфе г. Симферополь. Она внедрила новый способ записи телеграмм, который ускорял время приёма телеграмм с голоса и облегчал труд связистов.

#### Образование
1950—1956 студент Ленинградского политехнического института, физико-механический факультет.
1966 г. защита кандидатской диссертации на тему «Исследование распределения радиояркости Крабовидной туманности» в Государственном астрономическом институте им. П. К. Штернберга (МГУ, Москва).
1972 г. присвоено звание старшего научного сотрудника.
1979 г. защита докторской диссертации на тему «Исследование структуры радиоисточников (метод радиоинтерферометрии со сверхдлинными базами)».
В 1987 г. присвоено звание профессора, подготовил 10 кандидатов и 1 доктора наук.

#### Трудовая деятельность
1956—1962 гг — радиоинженер в Физическом институте им. С. П. Лебедева (ФИАН).
1962—1966 гг — руководитель радиоастрономическими наблюдениями Сети дальней космической связи РАС ФИАН в г. Пущино.
1966—1969 гг — научный сотрудник, ФИАН, Москва.
1969—2000 гг — заведующий лабораторией Института космических исследований РАН (Москва).
2000—2019 гг— главный научный сотрудник Института космических исследований РАН (Москва).

#### Научная работа
В 1962 Л. И. Матвеенко объявил о методе независимой радиоинтерферометрии со сверхдлинными базами (РСДБ,VLBI метод) в Центре дальней космической связи (ЦДКС) в Евпатории и подготовил проект интерферометра Евпатория-Симферополь. Матвеенко был руководителем проекта и непосредственно отвечал за проведение наблюдений. В ходе эксперимента было достигнуто повышение точности определения координат (положения космического аппарата) путём измерения разности фаз принятых сигналов, с сохранением когерентного приёма при одновременной записи сигналов, обеспечиваемой синхронизацией от атомных стандартов частоты/времени. Результаты проекта в Евпатории: разработка методов измерения и настройки крупных антенн по источникам космического радиоизлучения, решение проблем юстировки радиоинтерферометра, в том числе поиск ярких компактных опорных радиоисточников, что стало важной вехой для развития метода РСДБ.
Именно в этот период Л. И. Матвеенко сделал первое сообщение о своём открытии, методе РСДБ, на семинаре лаборатории радиоастрономии ФИАН в Пущино. Там это сообщение не получило поддержки. Руководитель лаборатории В. В. Виткевич огласил резолюцию: «Рекомендовано к печати быть не может». Метод был непонятным и совершенно новым. Позже на семинаре в ГАИШе председатель семинара профессор Д. Я. Мартынов рекомендовал запатентовать метод. Л. И. Матвеенко подал заявку в Патентное бюро, переписка велась целый год, и в патенте было отказано в виду отсутствия значимого экономического эффекта. Но Л. И. Матвеенко не сдавался и в декабре 1963 года отправил статью с описанием своего нового метода в журнал «Радиофизика». В это время директор английской радиообсерватории Джодрелл-Бэнк профессор Б.Ловелл будучи участником лунной программы посещал ЦДКС в Евпатории, приехал в КрАО на летнюю школу радиоастрономов и узнал о новом методе Матвеенко. Б.Ловелл поддержал предложение создать радиоинтерферометр «Евпатория — Джодрелл-Бэнк», он увидел в открытии практическое применение и понял новаторство метода, хотя и не видел в то время смысла в такой высокой точности измерений.
В 1963 Л. И. Матвеенко занимал должность научного руководителя Меморандума международных радиоастрономических наблюдений ЦДКС в Евпатории и Джодрелл-Бэнк (США), совместно с директором радиообсерватории профессор Б.Ловеллом. Независимо от этого аналогичный эксперимент был проведён в Канаде. Канадский эксперимент и эксперимент Евпатория-Джодрелл-Бэнк продемонстрировали реальную возможность радиоинтерфереметрии с независимой регистрацией сигналов.
В 1965 несмотря на практические результаты экспериментов, новый метод ещё вызывал много вопросов, но его публикация в журнале в журнале «Известия ВУЗов. Радиофизика» совместно с Н. С. Кардашёвым и Г. Б. Шоломицким состоялась. Статью приняли к публикации только после исключения слов «целесообразно использовать космические средства для развития данного направления».
В 1968 Л.И Матвеенко стал научным руководителем радиоастрономических наблюдений в совместной работе Пущино -Грин Бэнк (США), со стороны США руководители проекта М.Коэн и К.Келлерман. Цель проекта была в наблюдении радиоастрономических источников на волнах 6 и 3 см. У проекта был важный практический результат. Была подтверждена экспериментально возможность наблюдений на межконтинентальном радиоинтерферометре.
В 1969 состоялся первый VLBI эксперимент Крым — Грин Бэнк (США). В результате эксперимента было получено угловое разрешение близкое к предельному значению в условиях Земли.
Также в 1969 Матвеенко был назначен научным руководителем эксперимента в Массачусетском технологическом институте (США) от СССР, руководитель со стороны США профессор Б.Берк. В результате эксперимента стали возможными наблюдения на волне 2.8 см, и были получены радиоинтерференционные лепестки от источников 3С 273 и 4С 39.25, угловое разрешение при этом составило 0.0005’’.
В 1969 г. Л.И Матвеенко стал научным руководителем международного эксперимента Симеиз (Крым) — Хайстек (США). В результате эксперимента были уточнены координаты базы интерферометра с точностью до 50 м, определены поправки времени относительно сигналов станции навигационной системы Лоран-С.
В 1971 Л. И. Матвеенко был научным руководителем очередного VLBI эксперимента Крым — Хайстек (США). Так как отклик интерферометра (радиоинтерференционные лепестки) соответствует не излучению отдельной точки изображения наблюдаемого объекта, а одной из пространственных частот этого изображения, то для получения самого изображения, нужно измерить все его пространственные гармоники, то есть провести наблюдения источника на радиоинтерферометрах с базами разной длины и ориентации. А затем по полученным гармоникам можно построить изображение. Поэтому для эксперимента были привлечены антенны 64-м ЦДКС в Голдстоуне (Калифорния), РТ-22 (22-м) в Крыму (Симеиз), 43-м антенна в Грин Бэнке (США), которые образуют три интерферометра. Для повышения чувствительности РТ-22 совместно с коллективом В. Б. Штейншлейгера разрабатывался радиометр с малошумящим усилителем мазерного типа, а с коллективом Л. Д. Бахраха — кассегреновская система облучения антенны. НРАО создала специализированную систему регистрации и обработки данных MARK II на основе студийных видеомагнитофонов «AMPEX». В качестве опорного генератора на РТ-22 применили высокостабильный кварцевый генератор, контролируемый рубидиевым стандартом, а в Грин Бэнк и Голдстоун — генератор водородного типа. В результате чувствительность измерений существенно повысилась.
В 1977 Л. И. Матвеенко основал отечественную Сеть VLBI (РСДБ). Наличие сети позволило достичь уникальной точности определения расстояний.
В 1984—1996 гг. Л. И. Матвеенко — член экспертного совета ВАК по физике при Правительстве СССР.
В 1968—1999 гг. член Совета по радиоастрономии АН СССР.
С 1967 Матвеенко — член Международного астрономического союза. Он активно работал в профессиональной прессе, сначала заместителем главного редактора журнала «Письма в Астрономический Журнал» (с 1974 года), потом с 1984 г членом редколлегии журнала «Земля и Вселенная».
С 1984 г. Л. И. Матвеенко руководил проектом VLBI в проекте «Вега» и состоял в Международном астрономическом союзе и Европейской сети РСДБ.
С 1999 г. член Проблемного Совета по астрономии РАН.

## Создание РСДБ

#### Предпоссылки
После окончания в 1956 г. физико-механического факультета Ленинградского политехнического института Л. И. Матвеенко работал в лаборатории радиоастрономии Физического института им. П. Н. Лебедева АН СССР. В Крымской станции ФИАН (1956-59 гг.) он исследовал активные области на Солнце, проводил измерения параметров высокоскоростных выбросов плазмы, измерял их траектории и скорости. Матвеенко участвовал в создании радиоинтерферометрического комплекса и в траекторных измерениях во время первых космических ракет — лунников. Работы по определению координат дали толчок к техническому решению этих вопросов на основе РСДБ.
В дальнейшем (1960-65 гг.) опыт исследований для определения координат первыми космическими ракетами пригодился при создании измерительного комплекса Центра дальней космической связи (ЦДКС). Основой измерительного комплекса ЦДКС стал радиоинтерферометр, который создали специалисты ФИАН. Был нужен метод для сверхточного измерения координат — 0,1 с дуги. В кратчайшие сроки создаются антенны АДУ-1000, состоящие из восьми 16-метровых параболических антенн, установленных на общей поворотной платформе. В качестве поворотной платформы использовались орудийные башни линкора, аппаратурная кабина была изготовлена из газгольдеров (ёмкостей для хранения газа) высокого давления. Л. И. Матвеенко отработал методику измерений и определил характеристики крупных антенн. Работа прошла успешно и получила высокую оценку М. В. Келдыша и С. П. Королёва. Это нашло своё отражение в резолюции экспертов, оставленной на папке с документацией: «Научно-историческая ценность. Не уничтожать. Хранить в архиве».
Представление метода
В 1962 году Л. И. Матвеенко предложил метод радиоинтерферометрии без проводов. После обсуждения в ГАИШе метод предложили запатентовать. Но Л. И. Матвеенко считал, что метод патентовать не следует, он должен принадлежать всем. В декабре 1963 года получено разрешение Патентного бюро на публикацию метода. В 1965 вышла статья Матвеенко Л. И., Кардашёва Н. С., Шоломицкого Г. Б. «О радиоинтерферометре с большой базой» в журнале «Известия ВУЗов. Радиофизика». Параллельно ведутся работы по отработке методик измерения параметров антенн. Существующие методики были не пригодны, так как источник сигнала должен был находиться на расстоянии в десятки километров от антенны. Ещё сложнее было отработать методику юстировки интерферометра. Предстояло найти яркие источники космического радиоизлучения. Одним из таких кандидатов мог стать радиоисточник в Крабовидной туманности, единственным методом оценки его угловых размеров — метод покрытия Луной. Большую проблему представляли и волноводы, в которых накапливался водный конденсат, что снижало чувствительность системы. Было предложено отсоединить волноводы, а для сохранения когерентности одновременная запись пилотных сигналов от атомных стандартов частоты. Полученные изображения Крабовидной туманности на волнах от 3 см до метровых включительно позволили выделить отдельные структуры, определить их спектры и природу радиоизлучения.
Первые практические результаты метода
Организованные и проведённые в 1964 г. наблюдения Крабовидной туманности методом покрытия Луной в широком диапазоне длин радиоволн внесли существенную коррекцию в наши представления об этом объекте, была открыта оболочка и заключённая внутри неё аморфная масса, источник релятивистских частиц — нейтронная звезда, переменность радиоизлучения, определена их физическая природа. Измерены угловые размеры компактного радиоисточника — пульсара, установлено влияние рассеяния. Эти результаты легли в основу кандидатской диссертации Л. И. Матвеенко «Исследования распределения радиояркости Крабовидной туманности», защита которой состоялась в 1966 г. в ГАИШ МГУ.
Независимые эксперименты и подтверждение возможности реализации РСДБ на коротких волнах
Опубликованный в открытой печати метод РСДБ был реализован в 1967 году радиоастрономами Канады и независимо от них в США. После завершения экспериментов в США М. Х. Коуэн (Калифорнийский технологический университет, США) и К. И. Келлерман (Национальная радиоастрономическая обсерватория, США) обратились в ФИАН к В. В. Виткевичу о проведении эксперимента между радиотелескопом в Пущино и Грин Бэнком (США). Л. И. Матвеенко было предложено заняться этим направлением, на дворе стояла «холодная война» и велась гонка за первенство в космосе. Однако директор ФИАН Н. Г. Басов «открыл» зелёный свет и эксперименты начались. К работе были привлечены Крымская астрофизическая обсерватория (КрАО, директор А. Б. Северный) и Национальная Национальная радиоастрономическая обсерватория (НРАО, США). По окончании экспериментов представителям от СССР (И. Г. Моисеев и Л. И. Матвеенко) дали возможность ознакомиться с рядом радиоастрономических обсерваторий США: университет в Беркли, Массачусетский технологический университет, обсерватория в Хайстеке. По возвращении в кратчайшие сроки была создана аппаратура для юстировки радиотелескопа в КрАО и проведены исследования по выбору места приёма сигналов навигационной системы Лоран-С в Прибалтике. В 1969 году Академия наук СССР заключает договор с НРАО (США) об использовании их оборудования на территории СССР с условием возврата. По этому договору для наблюдений из Грин Бэнк привозят рубидиевый стандарт частоты. По ряду технических причин использовать его оказалось невозможным и в эксперименте использовали доставленные в кратчайшие сроки рубидиевые часы из Космической обсерватории Швеции. В отсутствие мобильных телефонов и других современных средств связи сделать это было весьма не просто. Магнитофонные записи эксперимента были переданы в Калифорнийский технологический институт для обработки. Для надёжности данные были обработаны на вычислительных машинах в Центре космических полётов имени Годдарда (НАСА). Эксперимент обеспечил получение углового разрешения близкого к предельному значению в масштабах Земли, уточнил координаты и определил поправки времени, в том числе со станциями навигационной системы Лоран-С, расположенными в Испании и Турции. Была доказана возможность реализации интерферометрии на коротких сантиметровых волнах, изучена структура квазаров, внесены коррективы в теоретические модели тропосферы. Для дальнейшего исследования было необходимо привлечь дополнительные наблюдения и дополнительные радиотелескопы.
Расширение метода на весь мир
В 1969 году по инициативе М. В. Келдыша создаётся Институт космических исследований (сейчас ИКИ РАН) и дальнейшие эксперименты проводятся уже на его базе в лаборатории PCДБ отдела астрофизики И. С. Шкловского и лаборатории РСДБ (заведующий лабораторией и руководитель направления — Л. И. Матвеенко). Космический проект РСДБ получает поддержку Научно-производственного объединения имени С. А. Лавочкина (теперь АО "Научно-производственное объединение им. С. А. Лавочкина). В ИКИ РАН был создан прототип радиотелескопа для работы в космических условиях при больших перепадах температур, диаметр зеркала (3,1 м) определялся обтекателем ракеты. Оптимальные параметры орбиты: апогей — 20000 км, перигей — 800000 км для оценки нашли своё отражение в японском проекте VSOP-1 (VLBI Space Observatory Program), переросшее в дальнейшем в тесное международное сотрудничество и заложившее технологическую и методическую основу интерферометров Земля-космос.
Провёденные эксперименты доказали возможность и необходимость РСДБ для решения астрофизических и прикладных задач. Чувствительность инструментов достигла предельных значений. Практически все радиотелескопы мира стали объединяться в единую сеть. Этому способствовала разработка профессором Д. Л. Йеном простой и надёжной системы регистрации Mark II на основе серийного кассетного видеомагнитофона. Наблюдения проводили в широком спектре радиоволн от миллиметровых до метровых включительно. В наблюдении включаются радиотелескопы НАСА в Тидбинбилла, Австралии, Мадриде, Голдстоуне, Мериленд Пойнт, Бангалоре, Онсала, Овенс Вэлли, Джодрелл Бэнк, Пущино, Эффелсберге, Италии.
В 1985 году в СССР по проекту «Вега» («Венера-Галлей») вводятся в действие уникальные 70-метровые антенны ЦДКС в Уссурийске и Евпатории, к ней подключают 64-метровую антенну в Медвежьих Озёрах, 25-метровую в Улан Удэ и два РТ-22. Сеть оснащают системами регистрации Mark II, водородными стандартами частоты и малошумящими входными усилителями. Большую помощь в создании сети оказывают академики Е. П. Велихов, А. М. Прохоров и Р. З. Сагдеев.
Созданная сеть существенно расширила возможности глобальной сети для точности измерений. Методом РСДБ с точностью до 100 метров были измерены траектории движения аэростатных зондов в атмосфере Венеры. Были определены параметры турбулентности и размеры гигантских вихрей в атмосфере. За эти исследования Л. И. Матвеенко был удостоен Государственной премии по науке и технике за 1986 г.
Развитие РСДБ определялось прогрессом технологии систем регистрации сигналов. НРАО и Обсерватория в Хайстеке (США) разработали широкополосные сигналы Mark III и программное обеспечение VLBA (Very Large Baseline Array). Расположение антенн обеспечивает оптимальное перекрытие пространственных частот. Сеть работает круглосуточно в автоматическом режиме. В настоящее время введена система регистрации Mark V на основе стандартных дисководов, работает система передачи сигналов по оптоволоконным каналам. Эта система практически снимает ограничение на ширину полосы принимаемого сигнала. Обработка данных осуществляется в специализированных вычислительных центрах США, Германии, Голландии.
Было достигнуто угловое разрешение, равное 0.0001 секунда дуги, что позволило обнаружить протопланетные кольца в туманности Ориона, удалённой от нас на 500 парсек. Эти наблюдения позволили отработать методику измерений и определить оптимальные параметры системы для решения фундаментальных задач координатно-временного обеспечения. Полученные результаты и методические разработки обосновали возможность прецизионных измерений и легли в основу создания уникального комплекса координатно-временного обеспечения «Квазар-КВО». Вклад Л. И. Матвеенко в работы по созданию этого комплекса в 2006 г. был отмечен Благодарностью Президента РФ. В 2006 году Леонид Иванович был награждён золотой медалью Американского биографического института, как основатель РСДБ.

## Метод РСДБ сегодня и вклад Л. И. Матвеенко
В настоящее время метод РСДБ стал основным при исследовании тонкой структуры, как радиоисточников, так и объектов в других диапазонах электромагнитного спектра. В этих исследованиях принимают участие практически все радиообсерватории мира. Метод активно развивается и всё шире используется в миллиметровом и субмиллиметровом диапазонах. Выдающимся результатом, полученным с помощью метода РСДБ в 2019 г., стало наблюдение «тени чёрной дыры» в галактике M87 сетью миллиметровых и субмиллиметровых телескопов, расположенных на разных континентах земного шара[16]. Методом РСДБ были проведены исследования тонкой структуры космических источников: блазаров 3C 454.3 и OJ 287, квазаров 3C 273 и 3C 345, ядра радиогалактики M 87, активных ядер галактик NGC 1275 и NGC 4258, джета в Лебеде A, мазерного излучения Н2О в областях звездообразования в Орионе KL и объекте W3 OH. Л. И. Матвеенко усовершенствовал метод анализа структуры источников. Результаты его исследований опубликованы в более чем в 50 работах.

## Основные работы
1. Виткевич В. В., Кузьмин А. Д., Матвеенко Л. И., Сороченко Р. Л., Удальцов В. А. Радиокосмические наблюдения советских космических ракет. // Радиотехника и электроника, 1961, № 9, 1420—1431.
2. Матвеенко Л. И., Кардашёв Н. С., Шоломитский Г. Б. О радиоинтерферометре с большой базой. //Радиофизика, 1965, том VIII, № 4, 651.
3. Шкловский И. С., Матвеенко Л. И. Поиск в большом космосе // Известия, № 114 (17042), 17.05.1972.
4. Матвеенко Л. И. Радиотелескоп размером с земной шар. // Наука и жизнь, 1973, № 10, с. 25-32.
5. Матвеенко Л. И. Радиоинтерферометры. М.: Знание, 1974.
6. Батчелор Р., Джонси Д. Л., Джонстон К. Д., Ефанов В. А., Коган Л. Р., Костенко В. И., Матвеенко Л. И., Моисеев И. Г., Ноулс С. Х., Папаценко А. Х., Престон Р., Спенсер Д., Тимофеев Н., Фоурикис Н. Ф., Шилици Р. У. Первый глобальный радиотелескоп. // Письма в АЖ, т.2, № 10, 1976, 467—472.
7. Матвеенко Л. И. Сверхдальняя радиоинтерферометрия. // Природа. 1977, 7, p. 56 — 67.
8. Матвеенко Л. И. Сверхдальняя радиоинтерферометрия. // Наука и Человечество, Знание , 1978, 4-11.
9. Матвеенко Л. И. Физика космоса. Статьи: Крабовидная туманность, Пульсары (в соавт. c Усов В. В.), Метод апертурного синтеза, Космическое радиоизлучение, Спектральный индекс, Метод мерцаний, // Сов. энциклопедия, Москва, 1986
10. Матвеенко Л. И. 40-летие РСДБ // Земля и Вселенная, 2003, 4, 55-68.
11. Матвеенко Л. И. РСДБ Обратный отсчёт времени, 40-летие ИКИ 2006, 57-70.
12. Матвеенко Л. И. Сверхдальняя радиоинтерферометрия В кн. «50 лет Институту Космических исследований Российской Академии наук», стр. 38-69.
13. Матвеенко Л. И.. История РСДБ — становление и развитие. // Сообщения ИПА РАН (№ 176). СПб., 2007, 36 с.
14. Matveenko L.I. Early VLBI in the USSR // Astronomische Nachrichten. 2007. V.328. No. 5. P.411-419.
15. Матвеенко Л. И. РСДБ — окно во Вселенную. М.: ИКИ РАН, Пр-2188, 2018, 28 с.
16. The Event Horizon Telescope Collaboration. First M87 Event Horizon Telescope Results. I. The Shadow of the Supermassive Black Hole., The Astrophysical Journal Letters, 875:L1 (17 pp.), 2019 April 10.

## Другие важные работы
1. Р. Томпсон, Дж. Моран, Дж. Свенсон. Интерферометрия и синтез в радиоастрономии. —Москва: Мир, 1989 — С. с.278. — 568 с. — ISBN 5-03-001054-8.
2. Матвеенко Л. И. История РСДБ — становление и развитие. — Санкт-Петербург: Институт прикладной астрономии, 2007 — С.5. — 35 с.
3. Matveenko L. I. Early VLBI in the USSR // Astronomische Nachrichten. — 2007 — V.328., № 5 — P.411-419.
4. Матвеенко Л. И. История РСДБ — становление и развитие. // Сообщения ИПА РАН. — 2007 — № 176 — С. 10
5. Матвеенко Л. И., Кардашёв Н. С., Шоломицкий Г. Б. О радиоинтерферометре с большой базой // Известия ВУЗов. Радиофизика. — 1965 — Т. 8, № 4 — С. 651—654.
6. Matveenko L. I. Early VLBI in the USSR // Astronomische Nachrichten. — 2007 — V.328., № 5 — P. 411—419.
7. Матвеенко Л. И. История РСДБ — становление и развитие. // Сообщения ИПА РАН. — 2007 — № 176
8. Матвеенко Л. И. РСДБ — окно во Вселенную. — Москва: ИКИ РАН, 2018